# Mesosemia tosca
Mesosemia tosca är en fjärilsart som beskrevs av Otto Staudinger 1888. Mesosemia tosca ingår i släktet Mesosemia och familjen Riodinidae. Inga underarter finns listade i Catalogue of Life.